# Cratostigma intermedia
Cratostigma intermedia är en sjöpungsart som beskrevs av Vazquez och Ramos-Espla 1993. Cratostigma intermedia ingår i släktet Cratostigma och familjen lädermantlade sjöpungar. Inga underarter finns listade i Catalogue of Life.